# Malla (Catalogne)
Pour les articles homonymes, voir Malla.
Malla est une commune de la province de Barcelone, en Catalogne, en Espagne, de la comarque d'Osona

## Personnalités liées à la commune
- Irene Solà Sàez (1990-), poétesse, écrivaine et artiste, est née à Malla[1];
- Clara Roquet (1988-), cinéaste, est née à Malla[2].